# Амадеус-квартет

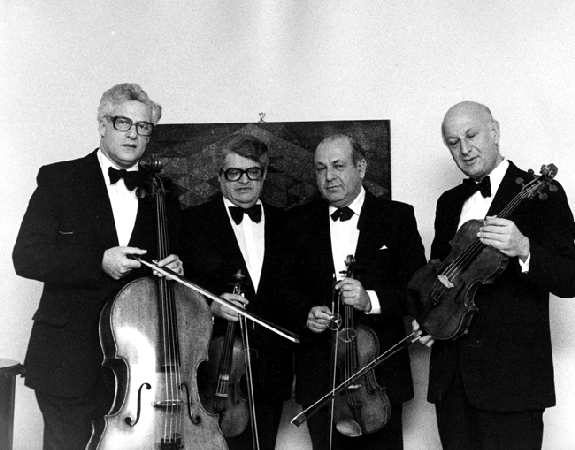
Слева направо: Ловетт, Брайнин, Ниссель, Шидлоф

«Амаде́ус-кварте́т» (англ. Amadeus Quartet) — британский струнный квартет, существовавший в 1947—1987 годах. В постоянном составе: Норберт Брайнин — первая скрипка, Зигмунд Ниссель — вторая скрипка, Петер Шидлоф — альт, Мартин Ловетт — виолончель.
Брайнин, Ниссель и Шидлоф подростками оказались в Великобритании в качестве беженцев из аннексированной нацистами Австрии и познакомились друг с другом в лагере для интернированных (в Англии поначалу принимали беженцев-евреев без особой охоты). Получив разрешение на жительство в Великобритании, все трое поступили учиться в известному музыкальному педагогу Максу Росталу, который, будучи сам беженцем из Германии, работал с ними бесплатно. С благословения Ростала Брайнин, Ниссель, Шидлоф и виолончелист Ловетт образовали в 1947 г. «Брайнин-квартет», давший первый концерт 10 января 1948 года. Годом позже квартет получил название «Амадеус» (в честь Вольфганга Амадея Моцарта). Квартет просуществовал 40 лет и распался в 1987 г. после смерти Шидлофа, поскольку три оставшихся участника решили, что не смогут играть в новом составе.
Основу репертуара «Амадеус-квартета» составляли произведения венских классиков и композиторов романтической школы. Среди выполненных квартетом более чем 200 записей, в частности, все квартеты Моцарта, Бетховена и Брамса. Реже «Амадеус-квартет» обращался к более современной музыке, однако третий квартет Бенджамина Бриттена был написан специально для них и ими впервые исполнен.
Заслуги «Амадеус-квартета» и его участников были оценены высокими государственными наградами Великобритании, Австрии и Германии. Квартет введён в Зал славы журнала Gramophone . Воспоминания о работе квартета и его участниках опубликованы женой скрипача Нисселя Мюриэль Ниссель под названием «Замужем за Амадеем: Жизнь со струнным квартетом» (Лондон, 1996).